# Нова Весь-Всходня
Нова Весь-Всходня (пол. Nowa Wieś Wschodnia) — село в Польщі, у гміні Жекунь Остроленцького повіту Мазовецького воєводства.
Населення — 502 особи (2011).
У 1975-1998 роках село належало до Остроленцького воєводства.

## Демографія
Демографічна структура станом на 31 березня 2011 року:
|          | Загалом | Допрацездатний вік | Працездатний вік | Постпрацездатний вік |
| -------- | ------- | ------------------ | ---------------- | -------------------- |
| Чоловіки | 245     | 66                 | 146              | 33                   |
| Жінки    | 257     | 66                 | 146              | 45                   |
| Разом    | 502     | 132                | 292              | 78                   |